# Vinícius Araújo
Vinícius Vasconcelos Araújo, kurz Vinícius (* 22. Februar 1993 in João Monlevade), ist ein brasilianischer Fußballspieler.

## Karriere
Vinícius begann seine Laufbahn in den Jugendmannschaften des Cruzeiro EC. Aufgrund seiner Leistungen wurde er auch in die U-20-Nationalmannschaft berufen. Mit dieser nahm er am Turnier von Toulon 2013 teil. Im selben Jahr trug er zum dritten brasilianischem Meistertitel von Cruzeiro mit sieben Toren in 16 Spielen bei.
Im Januar 2014 wechselte Vinícius zum FC Valencia nach Spanien. Am 26. August 2014 wechselte Vinícius bis zum Ende der Saison 2014/15 auf Leihbasis in die belgische Jupiler Pro League zu Standard Lüttich. Es schlossen sich bis August 2017 weitere Leihgeschäfte an. Dann wurde sein Vertrag aufgehoben und Vinícius unterzeichnete einen Ein-Jahres-Kontrakt bei Real Saragossa. Nach Abschluss der Saison 2017/18 kehrte Vinícius nach Brasilien zurück und unterzeichnete im August 2018 einen Vertrag bis Dezember 2019 beim CR Vasco da Gama. Nachdem er 2018 und 2019 kaum zu Einsätzen für Vasco gekommen war, wurde er im September 2019 bis Jahresende an den Ligakonkurrenten Avaí FC ausgeliehen. 2020 wechselte er nach Asien. Hier unterschrieb er in Japan einen Vertrag bei Montedio Yamagata. Der Verein aus der Präfektur Yamagata spielte in der zweithöchsten japanischen Liga, der J2 League. Für Yamagata bestritt er 62 Zweitligaspiele und schoss dabei 28 Tore. Im Januar 2022 wechselte er nach Machida zum ebenfalls in der zweiten Liga spielenden FC Machida Zelvia. Für den Verein aus Machida bestritt er 32 Ligaspiele. Nach der Saison wurde sein Vertrag nicht verlängert.
Die erste Hälfte des Jahres 2023 verbrachte Araújo in Katar beim Umm-Salal SC und ab August wieder in Japan beim FC Imabari in der dritten Liga. Im Januar 2024 unterschrieb er einen Vertrag beim Erstligisten Sagan Tosu. Am Ende der J1 League 2024 belegte der Klub den letzten Platz und musste absteigen. Er hatte in dieser 19 Spiele (ein Tor) bestritten. Hinzu kamen zwei Einsätze und drei mit drei Toren im Kaiserpokal. Nach der Saison wurde sein Vertrag nicht verlängert.

## Erfolge
Cruzeiro EC
- Campeonato Brasileiro U-20: 2012[6]
- Campeonato Brasileiro: 2013

Nationalmannschaft
- Turnier von Toulon: 2013